# 41-letni prawiczek zalicza wpadkę z Sarą Marshall
41-letni prawiczek zalicza wpadkę z Sarą Marshall (ang. The 41-Year-Old Virgin Who Knocked Up Sarah Marshall and Felt Superbad About It) – amerykańska komedia z 2010 roku w reżyserii Craiga Mossa.
Film jest parodią kilku filmów Judda Apatowa, m.in. 40-letni prawiczek, Wpadka, Supersamiec oraz Chłopaki też płaczą.

## Opis fabuły
Andy (Bryan Callen) jest 41-letnim prawiczkiem, który mieszka razem z nastoletnimi kumplami. On i piękna Sara (Mircea Monroe), z którą nawiązał znajomość na imprezie spędzają razem noc. Nazajutrz nieznajoma zjawia się w jego mieszkaniu w zaawansowanej ciąży.

## Obsada
- Bryan Callen jako Andy
- Mircea Monroe jako Sarah Marshall
- Noureen DeWulf jako Kim
- Stephen Kramer Glickman jako Seth
- Austin Michael Scott jako McAnalovin
- Steven Sims jako Jonah
- Steven Nicholas jako Michael
- Alissa Kramer jako Melissa Twin
- Heidi Kramer jako Haley Twin
- Frank Maharajh jako Sanjay

i inni